# Obilatu
Obilatu (Indonesisch: Palau Obilatu) is een Noord-Moluks eiland behorende tot de Obi-eilanden. Het eiland ligt ten noordwesten van Obi en ten zuidoosten van Bisa. Ten noordoosten van Obilatu ligt het kleinere eilandje Tusa.